# Jenseits

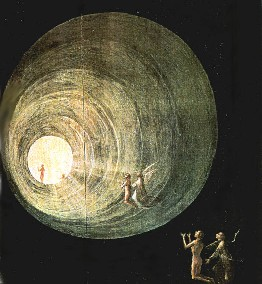
Nahtoderfahrungen beschreiben häufig einen Tunnel mit Licht, der die Seele magisch anzieht. Hier dargestellt in einem Ausschnitt „Der Flug zum Himmel“ als Teil eines Polyptychons von Hieronymus Bosch

Jenseits (als Substantiv) ist ein etwa seit dem Beginn der Moderne im Deutschen geläufiger Begriff zur Bezeichnung einer „anderen Wirklichkeit“. Diese existiert nach vielen mythischen, religiösen und mancherorts auch esoterischen Vorstellungen unabhängig und vor jeder Naturwirklichkeit. Daher kann sie nur mittels eines Bewusstseinszustandes wahrgenommen werden, der dem naturwissenschaftlichen Denken und Forschen kategorisch nicht zugänglich sei: dem der Ekstase oder transzendentalen Offenbarung.
Während demzufolge das Diesseits die Gesamtheit all der Phänomene bezeichnet, die den Gesetzen der Natur gehorchen, verkörpert das Jenseits ein Gebiet des Übernatürlichen, in dem die Gottes- oder Geisterwelten der verschiedenen Religionen beheimatet sind. Oft wird die Wirklichkeit der Natur (griech. physis) als Synonym für das Diesseits verwendet, die Welt der Geister (psyche) entsprechend mit dem Jenseits assoziiert. Möglich ist auch die Annahme einer Zwischenzone, die die Welt rings umfasst (s. Leviathan gemäß Gnosis) und die Seelen jener einverleibt, die den materiellen Dingen zu sehr anhaften, so können sie das Jenseits als Bereich der eigentlichen Fülle und Güte Gottes nicht erreichen.
Dieser Sicht gegenüber stehen philosophisch-naturwissenschaftliche Betrachtungen, die die bisherigen Wertungen geradezu umkehren, so zum Beispiel Nietzsches Umwertung aller Werte oder Jenseits von Gut und Böse. Demzufolge kennzeichnet das Diesseits einen psychopathogenen Bewusstseinszustand, der das eigene und das Verhalten aller anderen Menschen nach den religiös verankerten Vorstellungen von Gut und Böse beurteilt und daher die Gesetzmäßigkeiten der Naturwirklichkeit (jenseitige Physis) nicht adäquat wahrzunehmen vermag.

## Lokalisierung
Das Jenseits kann in einem räumlichen Sinn verstanden werden als ein Gebiet, in dem ein oder mehrere Götter bzw. Geistwesen leben (etwa die Seelen der Verstorbenen, u. U. auch die noch nicht Geborenen), oder eine Bedeutung haben, die den Schwerpunkt eher auf den Faktor der Zeit legt. Diesen Sinnes aufgefasst bedeutet es z. B. die begrenzte Frist, welche den Seelen oder Geistern ab dem Ende ihrer physischen Existenz als das Leben nach dem Tod zukommen soll. Dies dauere an, bis sie entweder zur Strafe wiedergeboren (Reinkarnationslehre, alternativ zur Hölle) oder zur Belohnung in die Ewigkeit einkehren würden, also eine zeitlose Existenz jenseits aller Kausalität, jeglichen Werdens und Vergehens. Davon handeln etwa in Indien das Nirwana oder die abendländischen Vorstellungen des Empyreums und der ersten Ursache von allem in der Philosophie.
Das Jenseits wird in den Mythen, Religionen und philosophischen Richtungen der Menschheitsgeschichte unterschiedlich definiert und beschrieben. Recht typisch ist, dass die machthabenden Götter der Religionen als edle Geistwesen gelten, die zugleich den umfangreichsten Überblick haben (bis hin zur Allwissenheit), weshalb man sie ‚oben‘ wohnhaft denkt (maximiert zum Himmelsimperium), während die abgesetzten oder gefallenen Götter Dämonen oder Teufel heißen und hierarchisch ‚unten‘ zu Hause sind. Dieser Gut-Böse-Dualismus kennzeichnet viele Jenseitsvorstellungen insofern, als es um göttlich-dämonische Superlative menschlicher Verhaltensweisen oder Werturteile geht.
Oft handelt es sich beim Jenseits auch um bestimmte, un- oder schwer zugängliche Orte auf der Erde, z. B. die als Wohnsitz mancher Götter betrachteten Berge, Höhlen, Wälder und sonstige Tabu-Bezirke oder Heiligtümer. Nach anderen Traditionen liegt das Jenseits in einer übernatürlichen Unterwelt, einem tief unter der Erde gelegenen Totenreich, oder eben ‚oben‘ im Himmel, wobei diese Begriffe meist als konkrete Sachverhalte aufgefasst werden. Seltener ist, dass man sich ihrer zum Zwecke der metaphorischen Umschreibung eines Bewusstseinszustandes bedient, der ins Jenseits dessen führt, was alltäglich denk- und erfahrbar ist.
So weisen manche Lehren darauf hin, dass das Jenseits erst im Inneren des Menschen aufspürbar sei (metaphorisch: mit dem ‚Herzen‘) und sich daher auch die Seele dort befinde. Somit werden hier die in ein ‚raum-zeitlich‘ beschaffenes Jenseits verweisenden Vorstellungen durch eine andere ergänzt bzw. ersetzt, der zufolge das Himmelreich bereits auf Erden zugänglich sei. Entsprechend verhalte es sich mit der Hölle: Sie finde ihrerseits bereits im Alltag auf Erden statt, sei aber davon verursacht, dass dem Ich das Himmelreich durch bestimmte Vorkommnisse nicht zugänglich sei.
Zum Beispiel scheint Jesus von Nazareth die gesunden Kinder mit einem irdischen Himmelreich gleichgesetzt zu haben, auch in der Hinsicht, dass es möglich sei, ihnen den für ihr Verhalten vorauszusetzenden innerlichen Zugang zu Gott zu versperren: „Wehe denen, die ihnen den Schlüssel rauben! Sie sollen mit einem Mühlstein um den Hals dort im Meer ertränkt werden, wo es am tiefsten ist“ (Lukas 17, 2).

## Philosophische Konzepte
Platon verglich das Diesseits mit einem pathogenen Zustand, der von der Fixierung an gewisse, den Betroffenen in der Regel als solche nicht realisierbaren Wahnvorstellungen bedingt sei (siehe Höhlengleichnis), weshalb es nur sehr wenigen Menschen möglich wäre, dieser Situation ins gesunde Jenseits zu entkommen. Dafür aber empfahl er Sokrates’ Art des Philosophierens: die sogenannte Hebammentechnik (Mäeutik) als Beistand zum Gebären der Wahrheit. Wem dies gelänge mit seinem Bewusstsein, der schreite zugleich hinaus in das helle Licht der strahlend aufgehenden Sonne, draußen vor dem Tor unserer diesseitigen Höhle.

## Religiöse Jenseitsvorstellungen

### Vorgeschichtliche Zeit und ethnische Religionen
Die ältesten archäologisch nachweisbaren oder zumindest aufgrund der archäologischen Befunde wahrscheinlichen Jenseitsvorstellungen werden in der Bestattungskultur vermutet. Grabbeigaben (Waffen, Lebensmittel, Schmuck) deuten darauf, dass die Hinterbliebenen mit einem Fortleben des Bestatteten in einem Jenseits rechneten, in welchem er weiterhin irdische Bedürfnisse hätte. Der Aufwand, der mancherorts schon in vorgeschichtlicher Zeit bei der Grabausstattung getrieben wurde, erklärt möglicherweise, dass die Jenseitsvorstellungen und Erwartungen eines Lebens nach dem Tod schon in der damaligen Wahrnehmungswelt eine bedeutende Rolle spielten.
Quellen für die Jenseitsvorstellungen in ethnischen Religionen sind unter anderem Berichte über schamanische Jenseitsreisen.

### Altes Ägypten
Über die Jahrtausende gab es sehr verschiedene Vorstellungen vom Jenseits. Von den zugehörigen Kulten hatten die Totenkulte in Zusammenhang mit dem Falkengott Horus große Bedeutung, die sich bisweilen mit Osiris-Kulten vermischt haben. Im Bereich der letzteren hatten auch Priesterastronomen eine wichtige Rolle, einerseits bei der kultischen Zeiteinteilung, andrerseits bei der Orientierung von Grabstätten.

### Hinduismus
Der Hinduismus enthält ein hochkomplexes Jenseitsbild. Die vedische Religion hatte ein Paradies (Land der Väter) bereit, das allen Opfernden bereitstand. Da Wohlhabende mehr Mittel für Opfergaben hatten, konnten sich diese mehr Opfer leisten und erhielten damit einen besseren Platz im Jenseits. Die sozialen Unterschiede des Diesseits wurden somit im Land der Väter aufrechterhalten. Später setzte man neben die Götterwelt der Unsterblichen eine dem Kreislauf der Reinkarnationen unterworfene Väterwelt der Unsterblichen. Zahlreiche Höllen lösten einander ab, die das wahre Jenseits zum fernen Endziel machten. Hindus sehen Moksha, die Erlösung aus dem Kreislauf der Wiedergeburten (Samsara), als Endziel an. Zwar gibt es auch Vorstellungen vom Himmel, den eine Person mit gutem Karma nach dem Tod des Körpers genießen kann, dieser ist jedoch nur vorübergehend. Auch beschreiben die Mythen verschiedene Höllen für Übeltäter, wobei davon ausgegangen wird, dass keine noch so schwere Verfehlung ewige Wirkung haben könnte. Das Individuum komme unweigerlich auf die Erde zurück und der Kreislauf von Geburt zu Geburt gehe weiter, bis zur endgültigen Erlösung.

### Buddhismus
Der Buddhismus nimmt die im indischen Raum vorherrschende Glaubensvorstellung der Wiedergeburt auf und sieht somit sein schlussendliches Ziel nicht im Erreichen einer göttlichen Welt oder eines Paradieses, in welches das Individuum nach dem Tod eintreten könnte. Der Grund dafür ist, dass jegliche bedingte Daseinsform, so genussvoll sie auch sein mag, als letzten Endes vergänglich betrachtet wird und somit keine absolute Erfüllung schenken kann. Vielmehr wird eine Loslösung aus dem Kreislauf des bedingten Entstehens (pratityasamutpada) von Geburt und Tod angestrebt. Diese Befreiung ist das Nirvāna, das als Ende allen Leids beschrieben wird.
Die direkte Ursache der Wiedergeburt im Daseinskreislauf (Saṃsāra) ist ein von Begierde, von Durst getriebener Geist. Die Grundlage für das Entstehen von Begierde ist Unwissenheit: das Nicht-Wissen um die tatsächliche Beschaffenheit der Welt, bzw. der Gegebenheiten (Pali: dhammas). Solange diese „Befleckungen“ den Geist konditionieren, erfolgt daraus eine letztlich von Leid, bzw. der Unmöglichkeit, letztendliche Erfüllung zu finden (Pali: dukkha), gekennzeichnete Wiedergeburt. Zum Unterschied zu anderen im indischen Subkontinent verbreiteten Vorstellungen, verzichtet der Buddhismus allerdings auf metaphysische Spekulationen bezüglich einer wie auch immer gearteten Seele oder einer dem Menschen (bzw. den Lebewesen im Allgemeinen) innewohnenden nicht-materiellen Substanz, die von Wiedergeburt zu Wiedergeburt fortdauern würde, um schließlich Erlösung zu erlangen. In den frühen Schriften des Pali-Kanon vermeidet der Buddha das Formulieren derartiger Philosophien mit der Begründung, sie würden seine Zuhörer bloß in ein Netz von Gedankenkonstrukten verwickeln, was für die Befreiung nicht zuträglich sei. Weder das Anhaften an die Idee eines Selbst, noch das geistige Greifen nach der Vorstellung eines Nicht-Selbst könne dem Menschen den ersehnten Frieden schenken. Es gilt, sich von Gedankenkonstrukten über die Beschaffenheit der Welt zu lösen, um die Dinge so zu sehen, wie sie sind: vergänglich (anicca), nicht das Selbst (anatta) und letztlich nicht erfüllend (bzw. leidhaft – dukkha). Was das „Selbst“ nicht ist, erläutert der Buddha aber unermüdlich, um falsche Vorstellungen diesbezüglich aufzulösen, nämlich alle empirisch erfassbaren Gegebenheiten und Phänomene, inklusive der die menschliche Erfahrung konstituierenden Aggregate (Sanskrit: skandha, Pali: khandha).
Das für den Buddhismus charakteristische Modell des Nicht-Selbst (Sanskrit: anatman; Pali: anatta) in Verbindung mit der Wiedergeburt wird in einem bekannten Lehrgespräch zwischen dem Mönch Nagasena und dem hellenistischen König Menandros anschaulich dargestellt (siehe Milindapañha). Auf die Frage hin, ob ein Wiedergeborener derselbe oder ein anderer sei als der Verstorbene, heißt es: „Weder derselbe noch ein anderer.“ Vielmehr, so Nagasena, verhält es sich bei der Wiedergeburt wie mit dem Licht einer Öllampe, das eine Nacht lang brennt. Man könne weder behaupten, die Flamme am Morgen sei identisch mit der des Vorabends, noch sie wäre eine völlig andere. Es ließe sich lediglich feststellen, dass die am Morgen abhängig von der des Vorabends sei. Das heißt, bedingt durch diese Flamme (bzw. diesen Menschen) kommt die nächste zum Erscheinen (bzw. die Wiedergeburt). Ein Bewusstseins-Moment bedingt den nächsten, ohne dass es in diesem Prozess eine unwandelbare, fortdauernde Substanz geben müsste. Und dies gilt auch für die Wiedergeburt: der letzte Bewusstseins-Moment eines Lebens bedingt den ersten Moment des nächsten.
Im Allgemeinen kennen alle buddhistischen Traditionen die drei-schichtige Welt, die in sechs Daseinsbereiche untergliedert wird, in denen Wesen geboren werden. Die erste dieser drei Schichten wird vor allem durch Begierde gekennzeichnet (kāmadhātu) und beinhaltet die Welten der Höllenwesen, der hungrigen Geister (preta), der Tiere, der Menschen, der Asura-Wesen und einen Teil der Götterwelten. Eine Wiedergeburt in diesen Welten ist bedingt durch einen von Begierde, Zorn und Verblendung konditionierten Geisteszustand.
Die zweite Schicht „beherbergt“ Götterwesen, deren Dasein zwar keine Verlangen auftreten lässt, die aber durch eine manifeste Form gekennzeichnet sind (rūpadhātu). In der dritten Schicht, dem Formlosen (arūpadhātu), befinden sich Götterwesen, deren Dasein besonders subtil und somit nicht durch manifeste Formen gekennzeichnet ist. Eine Geburt in die letzten zwei „Schichten“ ist bedingt durch einen Geist, der durch stabile Konzentration und bestimmte Formen der Meditation zwar frei von grobem Verlangen ist, die endgültige Befreiung allerdings nicht erlangen konnte. Da diese Zustände bedingt und somit vergänglich sind, sind sie aus buddhistischer Sicht letztlich nicht erstrebenswert.
Der Mahāyāna-Buddhismus kennt eine Vielzahl an Buddha Gestalten oder Formen, denen jeweils bestimmte Bereiche (siehe Reines Land) zugeordnet sind. Unter ihnen ist besonders der „Bereich der Freude“ von Buddha Amitabha erwähnenswert, da auch gewöhnliche, nicht-erleuchtete Wesen dorthin gelangen können. Voraussetzung dafür ist ein unerschütterlicher Glaube und die geistige Ausrichtung auf diesen Buddha im Augenblick des Todes. Aber auch dieser Bereich ist kein Endziel an sich, wird jedoch sehr wohl als perfektes Umfeld für das schnelle Erlangen der Erleuchtung angesehen. Manche Schulen des Buddhismus richten ihre religiösen Praktiken ausschließlich auf Buddha Amitabha und sein Reines Land aus.
Philosophisch betrachtet stellt die Mahāyāna-Tradition ebenfalls einen Gegensatz zur Theorie des Theravada dar. Die Dualität von Weltenkreislauf (Saṃsāra) und Nirvāṇa wird in der Philosophie des Madhyamaka völlig aufgehoben. Das Freisein vom Bedingten, das Nirvāṇa, welches zunächst das ausgesprochene Ziel der buddhistischen Praxis darstellt, wird nicht mehr jenseits der bedingten Welt, dem Saṃsāra, angesiedelt. Vielmehr ist es möglich, dieses Ziel zu erreichen, indem man die eigentliche Natur aller Gegebenheiten erkennt. Diese Natur wird als Śūnyatā (Leerheit) bezeichnet, was jedoch nicht als Nihilismus zu verstehen ist. Es ist vielmehr die Erkenntnis dieser letztendlichen Natur der Dinge, jenseits von Bedingtem Entstehen und damit begrifflich fassbaren Kategorien wie Sein oder Nicht-Sein (vgl. Satz vom ausgeschlossenen Dritten), die zur wahren Befreiung führt.
Die Wiedergeburt ist im buddhistischen Weltbild ein endloses Kontinuum von Bewusstseinszuständen, die in Bardos unterteilt werden.
Im Bardo Thödröl werden die Zwischenzustände zwischen Tod und Wiedergeburt beschrieben: Der Bardo der Dharmata (Chongyi-Bardo) und der Bardo des Werdens (Sipa-Bardo). Der Bardo des Werdens dauert nach tibetischer Lehre symbolische 49 Tage an. Je nach Karma irrt der Geist der Verstorbenen meistens verwirrt und verängstigt umher, ehe er in eine neue Wiedergeburt eintreten kann. In dieser Zeit werden häufig Rituale für Verstorbene vollzogen, um ihnen diesen Übergang zu erleichtern.
Fortgeschrittene Praktizierende bestimmter Meditationsformen sollen selbst den Augenblick des Todes oder darauffolgende Zustände für ihre Praxis nutzen können, um letztendliche Erleuchtung (Buddhaschaft) zu erlangen. In diesen aus dem tantrischen Buddhismus (Vajrayana) stammenden Übungen, gilt es die zu Lebzeiten eingeübte Meditationen zur rechten Zeit anzuwenden, um die wahre Natur des eigenen Geistes unverschleiert zu erkennen. Diese Erkenntnis führt sodann unmittelbar zur Befreiung.
Der Zen-Buddhismus lehnt ein Jenseits ab.

### Daoismus
Im Daoismus wurden eine Vielzahl von Vorstellungen über jenseitige Gefilde entwickelt. Insbesondere im Shangqing-Daoismus spielen diese auch in der religiösen Praxis eine Rolle.

### Judentum
Das Judentum entwickelte nie eine eindeutige Vorstellung über das Geschehen nach dem Tode. Es haben sich vielmehr wesentlich zwei Lehrmeinungen herausgebildet, die sich auf eine unbestimmte Menge von Hinweisen im Tanach beziehen.
1. Die eine Lehrmeinung nimmt die Auferstehung der Toten an. Demzufolge stirbt der Mensch mit Leib und Seele und geht in den Scheol, wird aber in der messianischen Zeit wiederbelebt und leiblich auferstehen (Dan 12,2 EU; Sanhedrin 10,1). Die Auffassung von einer Auferstehung der Toten entwickelte sich im nachexilischen Judentum (Diaspora, Babylonisches Exil). In der jüdischen Apokalyptik wurde diese Vorstellung weiter ausgebaut zu einer Auferstehung in Verbindung mit einem Gericht Gottes über die Welt. Mit dieser Auferstehung war nach jüdischen Begriffen eine körperliche Auferstehung gemeint – entweder die körperliche Auferstehung aller Menschen oder die körperliche Auferstehung der Menschen, die im Bund Israels mit Gott eingeschlossen sind. Das Schicksal des einzelnen Menschen trat in dieser kollektiven Sicht zurück, war aber darin eingeschlossen. Die Pharisäer zur Zeit Jesu bejahten den Glauben an eine Auferstehung; das herrschende Priestertum (vorwiegend aus der Gruppe der Sadduzäer, die mit der römischen Besatzungsmacht kollaborierte) lehnten sie ab.
2. Die andere jüdische Lehrmeinung nimmt an, dass die reine Seele, unbefleckt durch Geburt, Leben und Tod, wieder rein zu Gott zurückkehrt. Sie geht von der Unsterblichkeit der Seele aus und davon, dass diese nach dem Tod unabhängig vom Körper weiterlebt (Schabbat 152b, Spr 12,28 EU). Das herrschende Priestertum (vorwiegend aus der Gruppe der Sadduzäer), kollaborierend mit der römischen Besatzung, zur Zeit Jesu, lehnte die fleischliche Auferstehung ab.
3. Weiter gibt es eine Vermengung dieser beiden Lehrmeinungen zur folgenden, dass die Seele den Tod des Menschen überlebe und bis zur messianischen Zeit weiterlebe und sich schließlich mit dem Körper neu vereinige und leibhaftig auferstehe.

In der Kabbala, der jüdischen Mystik, ist die Wiederverkörperung eine göttliche Strafe. Diese dient dazu, die Seele in einem neuen Körper der Vervollkommnung zuzuführen. In Teilen des Chassidismus und anderen Strömungen innerhalb des orthodoxen Judentums werden heute am Rande der Lehren auch Varianten der Reinkarnation vertreten. In der jüdischen Eschatologie gibt es drei Bereiche:
- Weiterleben der Seele nach dem Tod
- Wiederauferstehung der Toten
- Glaube an den Messias

### Christentum
Das Christentum stellt das Jenseits als unzeitige Wirklichkeit dar, in der nach dem eigenen irdischen Tod die vollkommen gewordene Gemeinschaft mit Gott, Jesus Christus und allen Auferstandenen gegeben ist (siehe auch Eschatologie und Himmel). Das Neue Testament beschreibt es jedoch eher gleichnishaft und hält sich bis auf die Offenbarung des Johannes bei Details zurück. Das Christentum glaubt an die Auferstehung von den Toten. Die Seele erhält anstatt des irdischen, verweslichen Körpers einen himmlischen Körper (siehe z. B. Mt 17,2 , 1 Kor 15 ). Es betont das (Jüngste) Gericht, dem eine Scheidung in Himmel und Hölle entspricht. Der Begriff der Hölle ist im Christentum umstritten (siehe dort). Vermittler in Gestalt des Heiligen Geistes oder von Engeln und Heiligen können im Jenseits und Diesseits Kontakt herstellen. Eine besondere Bedeutung erlangte insbesondere im Mittelalter das ebenfalls später umstrittene Fegefeuer (siehe z. B.: Dante, Göttliche Komödie). 
In christlicher Volksvorstellung sind noch verschiedene ältere Bilder vom Leben nach dem irdischen Tod präsent. Eines davon beschreibt das Jenseits als jenen Ort, den die Seele in himmlischer Gestalt direkt erreicht. Das Diesseits, in dem die Seele im natürlichen Körper lebt, ist demnach nur einer von drei Bereichen (Diesseits, Jenseits oder Himmelreich), in die der Mensch gelangen kann. Geläuterte Seelen werden demnach aus dem Jenseits von Engeln in das Himmelsreich weiter geleitet, die anderen Seelen bleiben solange im Jenseits, bis ihr seelischer Zustand für den Himmel herangereift ist – wobei dies der Bibel nicht zu entnehmen ist; dort kann allgemein übereinstimmend entnommen werden: Himmelreich = Jenseits, jeder kann Gott schauen und in das Himmelreich gelangen, der im irdischen Leben als Gerechter (vor Gott) gelebt, an seine eigene, ihm innewohnende Gottesliebe als Motivation für irdische Handlungen geglaubt hat.
Nach vielen Vorstellungen wartet für jeden Erwachsenen im Jenseits zunächst das Gottes Gericht, in welchem durch Vergebung und Gnade das biblische Unkraut (Synonym für alle eigenen Sünden zu irdischer Lebzeit) vom Weizen (Synonym für alle eigenen gerechten bzw. guten Taten) abgetrennt und verbrannt wird (siehe Mt 13,24–30 ). Erst der so erlöste Mensch gelangt in neuer, himmlischer Gestalt in das ewige Paradies Gottes.
Die offizielle Lehre der römisch-katholischen Kirche vom Jenseits ist insbesondere im Katechismus der Katholischen Kirche niedergelegt. Die zu diesem Thema offizielle Lehre der Neuapostolischen Kirche ist hier zu lesen: Entschlafenenwesen der Neuapostolischen Kirche.

### Islam
Nach dem Tod folgt für die Muslime im Grab ein Verhör durch die Engel Munkar und Nakīr in Barzach. Erst mit dem Jüngsten Gericht erfolgt die Zuweisung in das Paradies Dschanna bzw. die Hölle Dschahannam. Freuden und Qualen werden im Koran mehrfach beschrieben, eine detaillierte Schilderung findet sich in Sure 56.
Die Erlösten sitzen zum Beispiel „auf kostbaren Teppichen“, erhalten leckere Speisen, werden von „schönen unberührten Wesen“ bedient und bekommen „jeden Wunsch erfüllt“. Sie essen von goldenen Tellern, trinken „Wein, der nicht zu Kopfe steigt“, müssen „keine Lüge hören“ und nichts Verbotenes wird im Paradies sein. Klare Wasserbäche fließen durch das Paradies, in dem sich üppige Gärten befinden.
Die Verdammten dagegen erleiden schreckliche Qualen. Die Hölle „bäumt sich auf vor Wut“ über die „Ungläubigen“. Die Verworfenen werden „von Skorpionen gestochen, deren Stich noch vierzig Jahre lang spürbar ist“. Als Nahrung erhalten sie bittere Kräuter und „Disteln, die den Hunger nicht stillen“ und „ihr Getränk ist trübes Wasser“. Es ertönt ein ohrenbetäubendes Geschrei „wie das eines Kamels aus Baktrien“. Die besonders schmerzempfindliche Stelle zwischen dem Ohrläppchen und der Schulter wird „groß wie ein Berg“, damit sie den Qualen mehr Angriffsfläche bietet.

### Bahaitum
Nach dem Glauben der Bahai besitzt jeder Mensch eine unsterbliche Seele. Der Körper wird als deren Werkzeug betrachtet. Das Leben in dieser Welt ist dazu bestimmt, geistige Fähigkeiten zu entwickeln, die für das Leben im Jenseits benötigt werden. Als geistige Fähigkeiten gelten Tugenden wie die Nächstenliebe, Dankbarkeit, Gottvertrauen, Demut und Geduld. Der „edelste Schmuck für das Volk Baha“ ist die Vertrauenswürdigkeit.
Das Jenseits ist über Raum und Zeit erhaben und entzieht sich jeglicher menschlichen Vorstellung. Der Tod gilt als der Tag, an dem sich der Mensch für seine Taten verantworten muss. Dennoch braucht der Sterbende den Tod nicht zu fürchten und kann auf die Gnade des allbarmherzigen Gottes vertrauen. Es ist zugleich ein Tag der Freude, der „Befreiung der Seele aus dem Käfig des Körpers“, ein Tag der Wiedervereinigung mit Gott, dem „Genügenden, dem Heilenden und Beständigen“.
Die Bahai glauben, dass der sterbende Mensch die Seelen bereits verstorbener Familienmitglieder und Freunde wiedererkennen wird. Der Sterbende darf in seinen letzten Stunden zuweilen einen Blick ins Jenseits erhaschen. Das Jenseits gilt auch als der Ort, an welchem der demütige Gläubige in die Gegenwart der Manifestationen Gottes (wie Jesus, Buddha, der Bab und Bahāʾullāh) wird treten dürfen.
Das Heiligste Buch der Bahai, der Kitab-i-Aqdas, gibt Anweisungen für die Bestattungszeremonie. Wichtigster Bestandteil der Trauerfeier ist das vorgeschriebene Totengebet Bahāʾullāhs.

## Ablehnung der Unterscheidung von Diesseits und Jenseits
Monistische Weltanschauungen und philosophische Systeme, welche nur eine Daseins-Wirklichkeit in einer einzigen (Natur‑)Wirklichkeit auf ein einziges Prinzip zurückführen, lehnen die Unterscheidung von Diesseits und Jenseits ab, zumindest insoweit in ihr die Vorstellung von zwei gegensätzlichen Grundprinzipien oder Substanzen implizit oder explizit enthalten ist.
Als Religion ohne Kirche und ohne bestimmte Gottesvorstellung sehen Freireligiöse die Welt als Einheit, ohne sie in Diesseits und Jenseits zu spalten. Die Freireligiöse Gemeinde Berlin hat diesen Zweizeiler des Gemeindemitglieds Roth über dem Friedhofspark angebracht:
Schafft hier das Leben gut und schön,
kein Jenseits ist, kein Aufersteh’n.

## Esoterik
Den esoterischen Traditionen verschiedener Kulturkreise zufolge verfügt der Mensch über eine Vielzahl von nach dem Grad ihrer „Dichte“ unterschiedenen „körperlichen Trägern“, von denen der irdische Körper nur einer ist. Die „feinstofflichen Körper“ (insbesondere der „Astralleib“) werden als jenseitig angesehen, da sie das irdische Dasein überdauern sollen. Im Okkultismus wird behauptet, dass mit Hilfe dieser Träger „Jenseitsreisen“ (siehe Astralreise) unternommen werden können. Die verschiedenen Überlieferungen zu diesem Thema wurden unter anderem in der Theosophie zu einer einheitlichen Lehre zusammengefasst.
Nach manchen esoterischen Vorstellungen steht in einem jenseitigen Bereich das eigene Leben dem Betreffenden wie in einem Film zur Verfügung, den man sich jede Sekunde nach Belieben nochmals anschauen kann. Unglückliche schauen sich die unguten Stellen immer wieder an, während Glückliche keinen Bedarf danach haben. Nach dem Tod öffnet sich ein Tunnel mit einem hellen Licht am Ende, von dem man sehr stark angezogen wird. Nach Durchschreiten des Tunnels trifft man zuerst zur Begrüßung alle Bekannten, Verwandten und Freunde wieder, die bereits verstorben sind. Das helle Licht selbst ist Gott. Die Menschen dort sehen aus wie im irdischen Leben, nur wesentlich schöner. Alle Gebrechen und körperlichen Defekte sind verschwunden. Es ist ein gänzlich anderer Ort als die Erde. Dennoch können die Jenseitigen zurück zur Erde und die Diesseitigen sehen und auch in das diesseitige Leben eingreifen.
Praktiken, die heute der Esoterik zugerechnet werden, insbesondere die „Wahrsagerei“ und die Magie, werden schon im Tanach, der Heiligen Schrift des Judentums, scharf verurteilt. Praktisch alle Weltreligionen lehnen dies ab, so beispielsweise der Katechismus der Katholischen Kirche:

„Sämtliche Formen der Wahrsagerei sind zu verwerfen: Indienstnahme von Satan und Dämonen, Totenbeschwörung oder andere Handlungen, von denen man zu Unrecht annimmt, sie könnten die Zukunft „entschleiern“. Hinter Horoskopen, Astrologie, Handlesen, Deuten von Vorzeichen und Orakeln, Hellseherei und dem Befragen eines Mediums verbirgt sich der Wille zur Macht über die Zeit.“

Die Evangelische Kirche in Deutschland schreibt:

„Esoterik wird von den Kirchen abgelehnt, weil man damit okkulte Praktiken, Spiritismus, UFO-Glaube u. a. m. verbindet.“

## Forschung
Die Parapsychologie stellt sich die Aufgabe, einschlägige Behauptungen wissenschaftlich zu untersuchen, soweit sie sich einer Nachprüfung nicht prinzipiell entziehen.
Erfahrungen mit dem Nahtod und damit eventuell dem Jenseits sind heute Bestandteil der Forschung (siehe dazu Nahtod-Studien).

## Rezeption in Literatur und Film

### Film
Filme, in denen das Jenseits eine zentrale Rolle spielt, sind unter anderem:
- Ghost – Nachricht von Sam
- Ghost Whisperer – Stimmen aus dem Jenseits
- Hereafter von Clint Eastwood (2010)
- Stay von Marc Forster (2008)
- Das Geisterhaus (1993)
- Der Film Der Himmel soll warten sowie dessen Remakes Urlaub vom Himmel und Einmal Himmel und zurück basieren auf dem Theaterstück Irrtum im Himmel, in dem die Hauptperson versehentlich abberufen wurde
- Die Filme Irrtum im Jenseits und die Verfilmungen des Brandner Kaspar handelt von einer Person, die versehentlich nicht abberufen wurde.